# Sudince
Sudince és un poble i municipi d'Eslovàquia. Es troba a la regió de Banská Bystrica. El 2017 tenia 85 habitants.

## Història
La primera menció escrita de la vila es remunta al 1245.

## Demografia
| Godina             | 1994 | 2004    | 2014    | 2024 |
| ------------------ | ---- | ------- | ------- | ---- |
| Nombre de persones | 68   | 59      | 80      | 92   |
| Diferència         |      | −13,23% | +35,59% | +15% |

| Godina             | 2023 | 2024   |
| ------------------ | ---- | ------ |
| Nombre de persones | 91   | 92     |
| Diferència         |      | +1,09% |